# Adolf Abter
Moritz Adolf Abter (geboren am 1. Dezember 1887 in Hannover; gestorben am 5. Juli 1944 im KZ Auschwitz-Birkenau) war ein deutscher Filmregisseur, Drehbuchautor und Filmproduzent der Stummfilmzeit.

## Leben
Abter, der als Sohn eines Bankiers zur Welt kam, besuchte das Gymnasium und absolvierte zunächst eine kaufmännische Lehre. Nach Ende seiner Ausbildung war er als freier Schriftsteller tätig und schrieb für das Hamburger Mittagsblatt und den Filmkurier. Im Januar 1913 heiratete er die Operettensängerin Cilly Lasary, die später Hauptrollen in seinen Filmen Die Nacht und der Leichnam, Die große Sensation und Die Elixiere des Teufels spielte.
Im November 1919 gründete er die Alfa-Film-Co. GmbH. Sein erster Film als Regisseur und Produzent wurde die Lessing-Verfilmung Miss Sarah Sampson mit Ethel Orff, Grit Hegesa, Rudolf Hofbauer und Robert Scholz in den Hauptrollen. Mit einer zweiten Firma, der 1920 gegründeten Abterfilm Co. GmbH, realisierte er den Film Die Nacht und der Leichnam. Weitere Filme, darunter Zwei schwarze Laternen und Die Elixiere des Teufels, folgten. Für einige der von ihm gedrehten und produzierten Filme verfasste Abter auch das Drehbuch.
Während der Zeit des Nationalsozialismus musste Abter den Vornamen „Israel“ annehmen (siehe Namensänderungsverordnung). Er floh nach Frankreich, wo er verhaftet wurde und in das Sammellager Drancy kam. Von dort wurde er am 30. Juni 1944 in das KZ Auschwitz-Birkenau deportiert, wo er im Folgemonat ermordet wurde.

## Filmografie (Auswahl)
- 1919: Miss Sarah Sampson
- 1920: Die Nacht und der Leichnam
- 1921: Der goldene Skorpion
- 1921: Die große Sensation
- 1921: Zwei schwarze Laternen
- 1922: Elixiere des Teufels
- 1923: Maud, die große Sensation
- 1925: Breitensträter – Paolino. Des deutschen Meisters schwerster Kampf